# عادل سبيل
عادل سبيل (مواليد 1 فبراير 1998، لاعب كرة قدم إماراتي يجيد اللعب في الظهير الأيسر مع نادي العروبة معار من نادي خورفكان في دوري الخليج العربي الإماراتي .

## مسيرة اللاعب
كان يلعب مع نادي الشباب وبعد دمج أندية الأهلي و نادي الشباب ونادي دبي تحت مسمى نادي شباب الأهلي تم ضمه إلى نادي شباب الأهلي و تمت إعارته إلى نادي الوحدة و مطلع عام 2018 أعاره نادي شباب الأهلي إلى نادي دبا الفجيرة و بعدها وقع مع نادي خورفكان و أعير إلى نادي العروبة في عام 2024.

## روابط خارجية
- عادل سبيل على موقع Soccerway.com (الإنجليزية)